# Crasnogorca
Crasnogorca (ros. Красногорка) – wieś w Mołdawii (Naddniestrzu), w rejonie Grigoriopol, siedziba gminy o tej samej nazwie. W 2004 roku liczyła 1173 mieszkańców.

## Położenie
Miejscowość znajduje się na lewym brzegu Dniestru, pod faktyczną administracją Naddniestrza, w odległości 36 km od Grigoriopola i 66 km od Kiszyniowa.

## Historia
Wieś została założona w 1860 roku. W okresie sowieckim na terenie miejscowości działał kołchoz T. Szewczenko. W tym samym czasie w miejscowości otwarto 8-letnią szkołę, klub z instalacją kinową, bibliotekę, warsztaty pomocy społecznej, pocztę, przedszkole oraz sklep.

## Demografia
Według danych spisu powszechnego w Naddniestrzu w 2004 roku wieś liczyła 1173 mieszkańców, z czego większość, 670 osób, stanowili Ukraińcy.